# Couepia krukovii
Couepia krukovii är en tvåhjärtbladig växtart som beskrevs av Paul Carpenter Standley. Couepia krukovii ingår i släktet Couepia och familjen Chrysobalanaceae. Inga underarter finns listade i Catalogue of Life.